# بحيرات راي
بحيرات راي   هي عبارة عن سلسلة من البحيرات في جبال سييرا نيفادا، وتقع بحيرات راي  في بارك كينجز كانيون الوطنية، في شرق مقاطعة فريسنو، كاليفورنيا في الولايات المتحدة الأمريكية. وتقع هذه البحيرات على طريق جون موير. ويبلغ  ارتفاع سطح البحيرة حوالي 10,544 قدما أي ما يعادل 3,214 مترا.

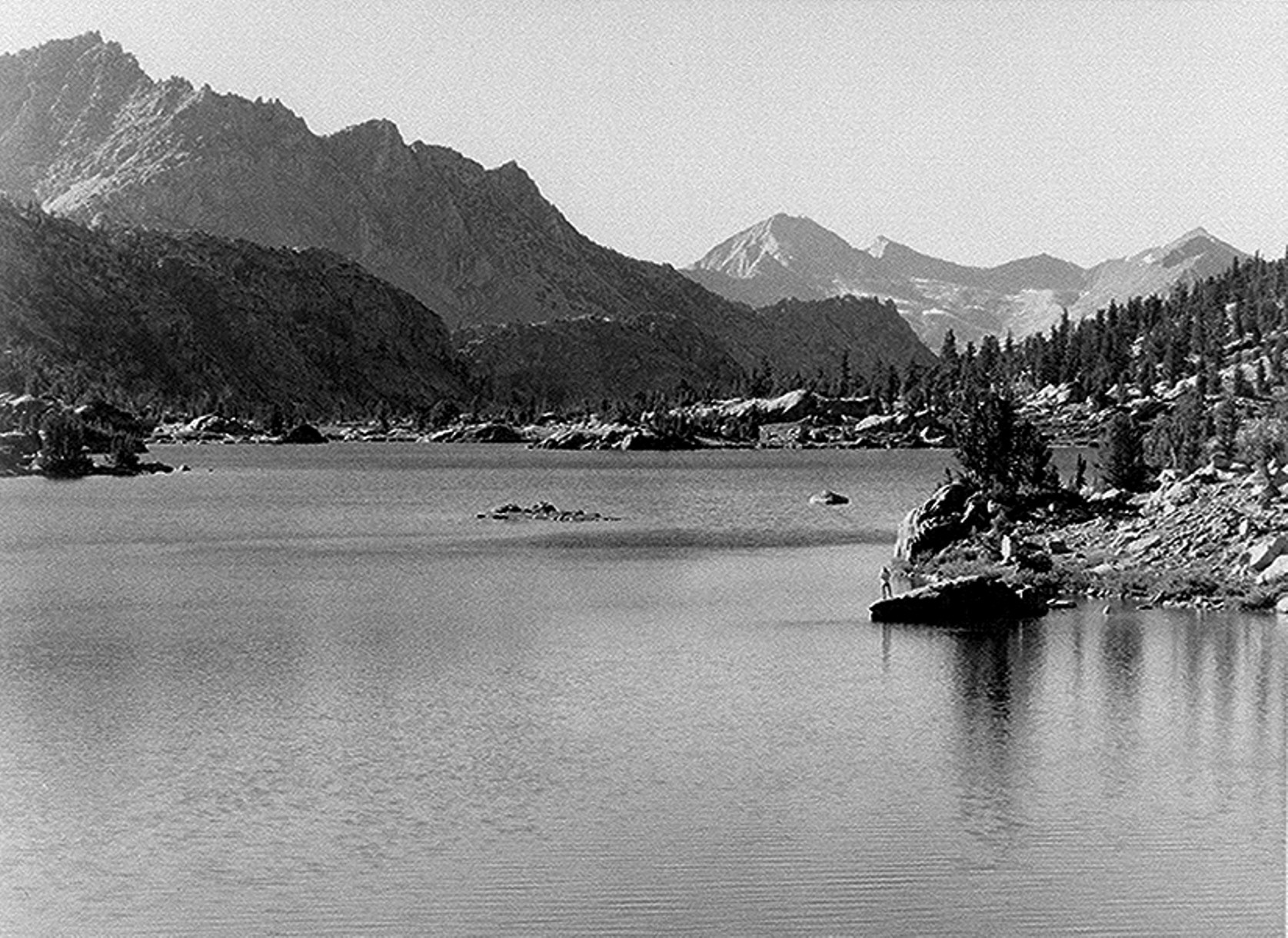
بحيرات راي